# Leo Deluglio
Leonel Agustín Deluglio (Buenos Aires; 27 de mayo de 1990) es un actor, cantante, compositor y músico argentino radicado en México.

## Carrera
Inició su carrera actoral en 2008 en la segunda temporada de la telenovela infanto-juvenil Patito feo emitida por Canal 13 y Disney Channel, donde interpretó al personaje de Viny.
En 2009, participó en la telenovela para adolescentes Champs 12, emitido a partir de marzo de ese mismo año en el canal de televisión América 2, donde interpretó al personaje de Matías Rey, un joven con problemas de conducta y el alborotador del grupo. Desde febrero de 2011 participó en el spin-off de Quelli dell'intervallo, Cuando toca la campana, la primera producción original de Disney Channel Latinoamérica, donde interpretó al personaje de Miguel, el enamorado del personaje interpretado por Nicole Luis.
En el 2016, Deluglio regresó a la televisión con la telenovela La doña emitida por, Telemundo, asumiendo el personaje de Diego Padilla, un joven abusado por su padre y compartió con grandes actores cómo Aracely Arambula, Danna Paola, David Chocarro, Rebecca Jones, entre otros.
En 2017, realizó Vikki RPM una serie juvenil de Nickelodeon estrenada el 31 de julio, realizando el personaje de Iker Borges, un corredor de karts y el antagonista de la serie, compartiendo protagonismo con Samantha Siqueiros, Stefano Ollivier, Scarlet Gruber e Isabella Castillo.
Meses después, volvió a trabajar para la cadena Telemundo en la serie Milagros de Navidad (2017), que narra cada capítulo una historia diferente sobre lo que sucede con los latinos en Estados Unidos, por lo que Deluglio interpretó a Benjamín, el protagonista de una de estas historias donde después de que en toda su vida no haya visto a su padre, sale en busca de él en vísperas de Navidad. 
En 2019, protagonizó la versión teatral de la famosa película La naranja mecánica, dónde interpretó al personaje de Alex DeLarge, lo que le valió reconocimiento y popularidad en México.
A finales de 2019, fue convocado por Netflix para formar parte de la serie policial, ¿Quién mató a Sara?, en la cual interpretaró al personaje Álex Guzmán en su versión joven. La serie fue estrenada oficialmente el 24 de marzo de 2021 y se convirtió rápidamente en un fenómeno de audiencias a nivel mundial, posicionándose como la serie extranjera más vista en la historia de Netflix, lo que le valió a Deluglio reconocimiento internacional. 
A finales de 2021, Deluglio fue convocado por Paramount para integrar el elenco principal de la serie de comedia Cecilia, en dónde interpretó al personaje de Simón.

## Filmografía

### Cine
| Año  | Título       | Papel | Dirección             |
| ---- | ------------ | ----- | --------------------- |
| 2023 | La posada    | Tomás | Raúl Martínez         |
| 2025 | Café chairel | Adam  | Fernando Barreda Luna |

### Televisión
| Año       | Título                 | Papel                           | Notas                                         |
| --------- | ---------------------- | ------------------------------- | --------------------------------------------- |
| 2008      | Patito feo             | Viny                            |                                               |
| 2009      | Champs 12              | Matías Rey                      |                                               |
| 2011-2013 | Cuando toca la campana | Miguel                          |                                               |
| 2015-2016 | Como dice el dicho     | Santiago                        | Episodio: «La curiosidad mató al gato»        |
| 2015-2016 | Como dice el dicho     | Nicolás                         | Episodio: «No es harina todo lo que blanquea» |
| 2016      | Baila!                 | Fito                            | Película para televisión                      |
| 2016-2020 | La doña                | Diego Padilla Puertas           |                                               |
| 2017      | Vikki RPM              | Iker Borges                     |                                               |
| 2017      | Milagros de Navidad    | Benjamín Sánchez                | Episodio: «Adiós Benjamín»                    |
| 2018      | Y mañana será otro día | Ángel «El Killer»               |                                               |
| 2018      | Sin miedo a la verdad  | Kike                            | Episodio: «Mirreyes impunes»                  |
| 2021-2022 | ¿Quién mató a Sara?    | Alejandro «Alex» Guzmán (joven) |                                               |
| 2021      | Cecilia                | Simón                           |                                               |

### Web
| Año  | Título        | Papel  | Notas                          |
| ---- | ------------- | ------ | ------------------------------ |
| 2011 | El blog de DJ | Miguel | Episodio: «Soportando la fila» |

## Teatro
| Año  | Título                 | Papel          | Lugar                    |
| ---- | ---------------------- | -------------- | ------------------------ |
| 2013 | Despertar de primavera | Melchior Gabor | Teatro Picadero          |
| 2019 | La naranja mecánica    | Alex DeLarge   | Teatro Virginia Fábregas |